# Claude Charles du Tisné
Claude Charles du Tisné (1668-1730), ou du Tisnay, est un explorateur et militaire français. Il conduit la première expédition française qui entra en contact avec les Osages et les Wichitas en 1719 sur le territoire du Kansas aux États-Unis.

## Biographie
Claude Charles du Tisné est né en France vers 1688. Il est envoyé au Canada en 1705 en tant que soldat pour établir un fort sur la rivière Ohio. Il présente de bonnes compétences[Lesquelles ?]  et une bonne connaissance de la frontière et des Amérindiens.
En 1719, ses supérieurs lui demandent de rendre visite aux Panis ou Panioussas (Pawnees et Wichitas) et aux Padoucas (Apaches) afin de pouvoir établir par la suite des échanges commerciaux avec la colonie espagnole de Santa Fe au Nouveau Mexique. Le but de l'expédition était de fraterniser avec ces Amérindiens afin d'assurer une libre circulation du commerce à travers leur territoire. Ces tribus n'étaient connues des Français que par leur nom. Cependant, les dirigeants du Nouveau Mexique étaient opposés à tout commerce avec les Français, mais ce paramètre n'était pas connu au moment du lancement de l'expédition.
Après cette expédition, Tisné a continué à travailler sur la frontière. Il est promu capitaine et reçoit le commandement du Fort de Chartres, dans l'Illinois. Il mourut en 1730 d'une blessure reçue d'un Amérindiens de la tribu des Renards .

## Tribus rencontrées

### Missouris
Tisné et son expédition composée de Français et d'Amérindiens quittent Kaskaskia en mai 1719 et se rendent en canöe en direction de la source du Missouri jusqu'au village des Missouris près de la ville actuelle de Miami (Missouri). Les Missouris étaient un peuple Sioux, parlant un dialecte d'Iowa-oto, la langue des Winnebagos, des Otos et des Iowas. Ce village missouri comportait une centaine de maisons longues recouvertes d'écorces d'arbres environnant, probablement toutes identiques. Le village abritait un millier de personnes dont certaines étaient connues des Français.
Tisné rapporte que les Missouris ne restaient dans le village que durant le printemps. Cela indique que, comme les tribus voisines, les Missouris se livraient probablement à l'agriculture au printemps avant de partir vers l'ouest pour chasser le bison en été. Tisné ne fait pas mention de l'utilisation de chevaux par la tribu, bien que tous les indiens des plaines les utilisent à cette époque.

### Osages
Tisné réalise une deuxième tentative l'été suivant pour atteindre les plaines par voie terrestre. Il se rend à l'Ouest de Kaskaskia en traversant la région des Ozarks. Après un voyage de 400km (250mi), il atteint le village de la tribu des Osages. Ce village se trouve dans le comté de Vernon à environ six kilomètres (quatre milles) de la rivière Osage, au sommet d'une crête surplombant de riches prairies.  L'emplacement du village est aujourd'hui reconnu comme Site historique national.

### Wichitas
L'expédition quitte la tribu, malgré la réticence de cette dernière. Tisné se rend au village des Wichitas au bord de la rivière Verdigris, près de l'emplacement de la ville actuelle de Neodesha (Kansas). Les deux villages étaient probablement séparés de quatre jours de marche soit environ 160km (100mi). Des fouilles archéologiques sur deux sites proches permettent d'attester le récit de Tisné qui décrit des routes traversant des prairies et collines pleines de bisons. 
La plupart des visiteurs étaient émerveillés devant la beauté de la prairie couverte d'herbes hautes. C'était une perspective ouverte et aérée qui les changeait de l'obscurité menaçante des forêts de l'Est.[pas clair]